# Giovanni di Simone
Giovanni di Simone é geralmente citado como o arquiteto que construiu a Torre de Pisa em 1164.
Existem, no entanto, incertezas e controvérsias sobre o nome do verdadeiro arquiteto da Torre Inclinada de Pisa: Bonanno Pisano às vezes é citado como o último.